# 抑込技
抑込技（おさえこみえわざ）とは、柔道において関節技、絞め技とともに寝技、固技の一分野をなす。記録映画『柔道の真髄』での別名固技（かためわざ）。レスリングの抑込技に関しては、ピンフォールを参照の事。

## 概要
柔道での抑込技は、基本的に相手を立ち技で崩して寝技の展開に持ち込んだ際に、相手の背中および両肩（または一方の肩）を畳に着けた状態から袈裟または四方の形で制御して、一定時間抑え込むことを言う。2014年からの国際ルールでは裏の体勢で制御することも認められることになった。
レスリングのピンフォールと異なり、上の者の胴や脚を下の者が両脚で絡めていると抑え込みは認められない。上の者の脚へは講道館ルールでは下から絡めた場合、国際 (IJF) ルールでは下からでも上からでも絡めた場合、抑え込みは認められない。これもレスリングのピンフォールと異なり、下の者の脚が上の者との間に入っても抑え込みは認められない。これらの様に両者正対しているのに講道館ルールで抑え込みが成立しない下の者の状態をブラジリアン柔術や総合格闘技ではガードポジションと呼んでいる。この辺のレスリングとの違いがあるため、柔道ではいきなりガードポジションに引き込む行為を禁止しないとこの様な行為「引込み」が頻発する。引込みが禁止されていない高専柔道、七大学柔道では頻発している。レスリングでは引込みが禁止されていないのに引込みは滅多に見られない。講道館やIJFでは引込みが禁止されている。また、前述の違いにより柔道でもブラジリアン柔術ほどではないがレスリングよりガードポジションの展開が多い。
レスリングのピンフォールと同様、下の者がうつ伏せになった場合、抑え込みは認められない。寝技の攻防で相手が亀の姿勢になったので深追いせずに動きが止まった場合や、絡まれた脚がとけそうになく膠着状態となってこれ以上の進展が望めないと審判が見なした場合などはすかさず「待て」がかかるので、競技柔道においては素早く抑え込みに入ることが要求される。
また、寝技の攻防の際には単に上からの攻めだけでなく、下になった状態から相手と体を入れ替えて逆に抑え込んだり、特定の抑込技で抑え切るだけではなく、例えば上四方固から横四方固といった別の抑込技への連絡変化や、関節技や絞め技狙いの状態から抑込技への移行などもよく見られる。
1941年、講道館ルールで、それまで主審の主観で決めていた抑込一本の時間が30秒に統一された。1951年、講道館ルールで明確でなかった抑込技での「技あり」の時間が25秒とされた。のちに講道館ルールおよび国際ルールでは30秒抑え込むと一本、25秒以上で技有り、20秒以上で有効、10秒以上で効果（国際ルールのみ）となる。1997年、国際ルールでは25秒で一本、20秒以上で技有り、15秒以上で有効となる。なお、試合終了間際に抑えこみとなった場合は、試合時間が終了しても抑え込みは継続される。さらに、場外際での抑え込みになった際は、どちらかの競技者の身体の一部が試合場内に留まっている限り抑え込みは継続される。その後、IJF内部では20秒で抑え込み一本になるよう画策する動きがあったものの、IJF指名理事の上村春樹が会長のマリウス・ビゼールに強硬な反対姿勢を示したことにより、取り止めとなった。しかしながら、2013年2月のグランドスラム・パリから8月のリオデジャネイロ世界選手権までの期間、20秒抑え込むと一本、15秒で技あり、10秒で有効と従来よりそれぞれ抑え込み時間が5秒ずつ短縮され、また、一旦場内で抑え込みに入ったら両者の身体が場外に出ても抑え込みが継続されるルール改正案が試験導入されると、2014年からは正式導入が決定された。2017年からは10秒で技あり、20秒で一本と規定されるようになった。
抑込技は寝技の中では関節技などに較べると日本の選手が比較的得意にしている分野である。とりわけ女子代表選手は特に誰がと言うわけではなく、総じて抑込技に長けている。日本の女子選手は2011年の世界選手権では寝技で13勝（抑込技10勝）をあげており、2位の中国は9勝（抑込技7勝）となっている。2017年の世界選手権では19勝（抑込技15勝）をあげて、2位のモンゴルの7勝（抑込技5勝）を大きく引き離している。フランスの柔道メディアであるL'Esprit du Judoも寝技（抑込技）こそが常に日本女子の強みとして機能している部分だと指摘した。Ippon.TVでは大会の度に、実況のみならずゲスト解説で呼ばれる各国の選手も日本の女子選手の寝技（とりわけ抑込技）の巧さに関して盛んに言及している。ただし、女子の抑込技の巧さは今に始まったことではなく、1980年代後半から抑込技を非常に得意としていた。とりわけ、横四方固での一本が際立って多い。1989年の世界選手権前に当時の女子代表監督だった柳沢久は、ヨーロッパ勢の関節技には抑込技で対抗すると宣言していた。

## 抑込技の種類
詳しくは各技の項目を参照のこと
横四方固
相手が仰向けの状態から左腕で肩越しに相手の帯を掴み、さらにもう一方の右腕を相手の股の間に伸ばして下穿きを掴みながら相手の上半身を横向きの体勢で抑え込む技。
上四方固
仰向けの相手の帯を両手で掴み相手の両腕を制しながら、相手の胸に顎を乗せて抑え込む技。
崩上四方固
仰向けの相手の右腕を自分の右腕で抱え込みながら、斜め方向から相手の胸に顎を乗せて抑え込む技。横三角絞の状態から自らの腰を浮かし上半身を相手の下半身の方角に向け、相手の下穿きを一方の腕で掴みながら抑え込んだ崩上四方固もある。
袈裟固
仰向けの相手の首を自分の右腕で巻きつけ、さらに相手の右腕を自分の左脇で制御した状態から抑え込む技。かつて講道館ルールで名称は「本袈裟固」だった。
崩袈裟固
仰向けの相手の左脇に自分の右腕を伸ばして、相手の右腕を左腕で制御した状態から抑え込む技。
縦四方固
仰向けの相手の片腕か頭を制して、さらに相手に跨がって抑え込む技。
肩固
仰向けの相手の右腕と首を決めた状態から抑え込む技。
後袈裟固
仰向けの相手の左腕を左脇で抱え込みながら右腕で相手の右下穿きを掴み抑え込む技。かつて、講道館ルールでは崩袈裟固めの一種とみなされている。
浮固
仰向けの相手の左腕を腕挫十字固の体勢で制御しながら、自らの足を相手の左側面に移動させて、尻を浮かせながら相手の上体を自らの上半身で覆って抑え込む技。2017年から講道館ルールでも認められた。
裏固
仰向けの相手の下腹部を後頭部で抑えて、左腕を左脇で抱え込みながら右腕で相手の左下穿きを掴みながら抑え込む技。2017年から講道館ルールでも認められた。一時、国際ルールでも認められていなかった。
川石酒造之助の著作にある裏固
柔道家の川石酒造之助の著作にある裏固はフルガードポジションの上からの抑込技。両手で受の後襟または横帯をつかみながら両肘で受の膝を制しながら抑える。柔道では抑込技として認められない。サンボでは抑込技として認められる。講道館やIJFの裏固とは異なる技である。

## 抑込技での技術
イタチ抑え
相手の肩越しに相手の後帯を持つ。横四方固、縦四方固、崩袈裟固などで使用される。
腕括り
上衣の裾や帯を相手の腕に巻き付け固定する。半巻まで許されている。後袈裟固、崩上四方固などで使用される。
枕
右腕で相手の頭部を抱え、右手で右腿を持つ。片腕で相手を抑えることができるので総合格闘技では空いた左手で相手の頭部へパンチが打ちやすい。袈裟固、崩袈裟固で使用される。
鉄砲返し
抑え込まれてる者が相手の後帯を持って返す。
春日ロック
両手を組んで両腕で相手の頭部と片脚を抱え、レスリングのエビ固めにとって抑える。横四方固、崩袈裟固などで使用される。

## 袈裟固系の技
袈裟固、崩袈裟固、後袈裟固、肩固を「袈裟固系の技」という。古流柔術では襷固（たすきがため）と呼ばれている。